# Rea Kindlimann
Rea Kindlimann (* 4. Oktober 2002) ist eine Schweizer Skispringerin und ehemalige Nordische Kombiniererin.

## Werdegang
Rea Kindlimann ist die Tochter von Thomas und Schwester von Lars Kindlimann. Wie auch ihr Bruder besuchte sie die United School of Sports in Zürich.
Von 2016 bis 2019 startete die Schweizerin im Alpencup der Nordischen Kombination, ihre beste Platzierung erreichte sie als Zweite am 11. März 2017 in Chaux-Neuve. Parallel dazu betrieb Kindlimann, zunächst ebenfalls im Alpencup, auch das Spezialspringen. Am 3. September 2016 gab sie in Einsiedeln ihr Debüt im FIS Cup und errang dort erste Wettkampfpunkte. Bei der Junioren-WM 2018 gehörte die damals 15-Jährige ebenfalls zum Starterfeld und gewann außerdem im selben Jahr die Schweizer Meisterschaften. Im Januar 2019 sprang sie erstmals im Continental-Cup und nahm rund ein Jahr später auch an den Olympischen Jugend-Winterspielen teil.
Seit der Saison 2020/21 gehört sie zum Weltcup-Team, hat aber bisher noch an keinem Wettkampf teilgenommen (Stand: November 2024).
Am 22. Dezember 2021 sprang sie neben Sina Arnet als erste Frau auf der Gross-Titlis-Schanze.
2022 konnte sich Kindlimann für zwei Grand-Prix-Springen qualifizieren und punktete beide Male.

## Statistik

### Grand-Prix-Platzierungen
| Saison | Platz | Punkte |
| ------ | ----- | ------ |
| 2022   | 045.  | 016    |

### Intercontinental-Cup-Platzierungen
| Saison  | Platz | Punkte |
| ------- | ----- | ------ |
| 2023/24 | 021.  | 131    |

### Continental-Cup-Platzierungen
| Saison  | Platz | Punkte |
| ------- | ----- | ------ |
| 2022/23 | 024.  | 134    |